# مارك جودفيلو
مارك جودفيلو (بالإنجليزية: Marc Goodfellow)‏ هو لاعب كرة قدم بريطاني في مركز نصف الجناح، ولد في 20 سبتمبر 1981 في Swadlincote ‏ في المملكة المتحدة. لعب مع آي بي في وبورت فايل وستوك سيتي وسوانزي سيتي وغريمسبي تاون وكولتشستر يونايتد وكيدرمينستر هاريرز ونادي بارو ونادي بريستول سيتي ونادي بوري ونادي بيرتن ألبيون.

## وصلات خارجية
- مارك جودفيلو على موقع قاعدة بيانات كرة القدم.إي يو (الإنجليزية)
- مارك جودفيلو على موقع Soccerbase.com (لاعب) (الإنجليزية)